# Ostrea gibba
Ostrea gibba (лат. Ostrea gibba) врста је шкољки из породице правих острига (Ostreidae).

## Статус
Неприхваћен

## Прихваћено име
Argopecten gibbus (Linnaeus, 1758)

## Оригинални извор
- Rosenberg, G. (2009). Malacolog 4.1.1. A Database of Western Atlantic Marine Mollusca., available online at http://www.malacolog.org/ Архивирано на веб-сајту  (24. септембар 2015)